# 圣艾蒂安大学
圣艾蒂安让·莫内大学（法語：Université Jean-Monnet-Saint-Étienne），简称圣艾蒂安大学，是法国的一所公立综合性大学，位于该国东南部城市圣艾蒂安，建立与1969年3月27日。1989年学校改名圣艾蒂安让·莫内大学以纪念欧盟之父让·莫内。

## 历史
圣艾蒂艾的大学高等教育始于二十世纪六十年代初，1969年圣艾蒂安大学正式成立。2003年学校按照博洛尼亚进程，开始 LMD 改革。

## 校区
圣艾蒂安大学设有5个校区，其中4个位于圣艾蒂安市区，另有一个设于罗阿讷。

## 院系设置
圣艾蒂安大学设有以下院系：
- 文学艺术语言学院
- 社会科学学院
- 法学院
- 地理历史学院
- 经济管理学院
- 生物体育卫生学院
- 科学技术学院